# 기린 레이더

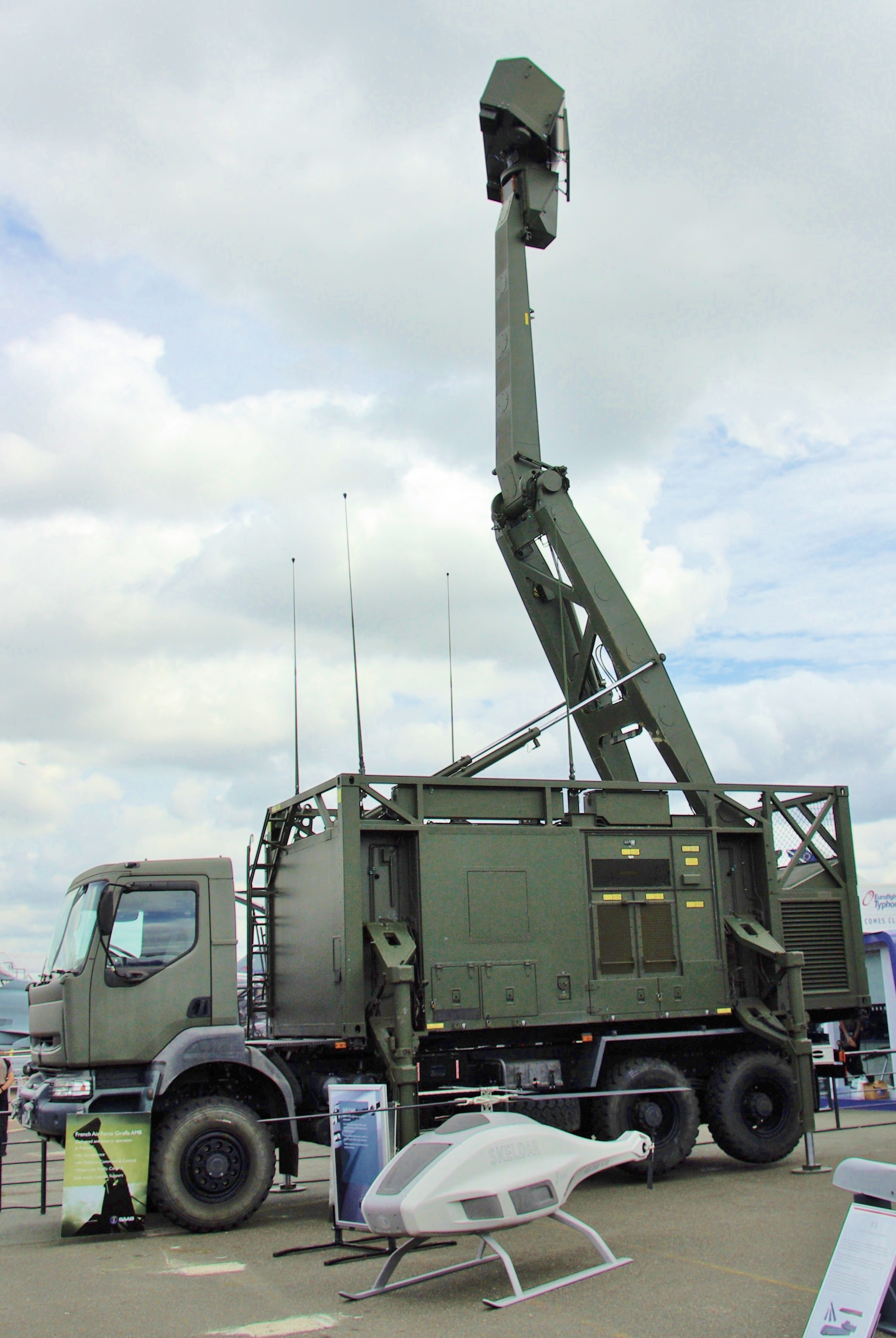

기린 레이더(Giraffe Radar, 지라프 레이더) 사브(Saab, 구 명칭: Ericsson Microwave Systems AB)는 육상 및 해군의 2차원 또는 3차원 G/H 대역(4~8GHz) 수동 전자 주사 배열 레이더 기반 감시 및 대공 방어 명령 및 제어 시스템 제품군이다. 중거리 및 단거리 대공방어(SHORAD) 미사일 또는 총 시스템을 사용한 작전이나 대규모 대공방어 시스템의 공백을 메울 목적으로 맞춤화되었다.
레이더는 배치 시 나무와 같은 인근 지형을 볼 수 있도록 하는 독특한 접이식 마스트에서 이름을 따왔으며, 저공 공중 표적에 대한 유효 범위를 확장한다. 첫 번째 시스템은 1977년에 생산되었다. 2007년까지 모든 유형의 약 450대가 납품된 것으로 보고되었다.
세르비아 군사기술연구소(Serbian Military Technical Institute)는 Giraffe 75에 대한 라이센스를 구입하여 몇 가지 수정 사항을 적용한 새 모델을 생산했다. 국내 세르비아 명칭은 FAP 2026 섀시의 M85 "지라파"(Žirafa)이다.
사브 EDS(Electronic Defense Systems)는 2014년 5월 두 가지 새로운 종류의 능동 전자 주사 배열(AESA) 레이더를 공개했다. 즉, 지상 기반 시스템 3개(Giraffe 1X, Giraffe 4A 및 Giraffe 8A)와 해군용 변형 2개(Sea Giraffe 1X 및 Sea Giraffe)이다. 4A) X 및 S 대역 주파수로 기존 표면 레이더 포트폴리오를 보완한다.

## 같이 보기
- 아서 (레이더)